# Kursuniskanmaa
Kursuniskanmaa är ett naturreservat i Pajala kommun i Norrbottens län.
Området är naturskyddat sedan 2007 och är 4,2 kvadratkilometer stort. Reservatet omfattar ett större våtområde i väster och skog med myrmark i övrigt. Reservatet består av tallskog i de torrare delarna och gran och gransumpskog i de fuktigare. 